# 토니 더건
토니 더건(영어: Toni Duggan, 1991년 7월 25일 ~ )은 잉글랜드의 여자 축구 선수이다. 현재 잉글랜드 FA 여자 슈퍼리그의 에버턴에서 윙어 및 공격수로 활동하고 있다.

## 클럽 경력
16세 시절이던 2007년에 에버턴에 입단하면서 데뷔했으며 2008년에는 에버턴의 FA 여자 프리미어리그컵(현재의 FA 위민스 내셔널리그컵) 우승을 견인했다. 2009년에는 잉글랜드 축구 협회가 선정한 올해의 여자 청소년 축구 선수상을 수상했고 2010년에는 에버턴의 FA 여자컵 우승을 견인했다.
2013년 11월에 맨체스터 시티로 이적했으며 2015-16 FA 여자 슈퍼리그 시즌에서 맨체스터 시티의 사상 첫 UEFA 여자 챔피언스리그 본선 진출을 견인했다. 2017년 7월에는 스페인의 프리메라 디비시온 페메니나 소속 여자 축구 클럽인 바르셀로나로 이적했고 2019년에는 바르셀로나의 UEFA 여자 챔피언스리그 준우승을 견인했다. 2019년 7월에는 아틀레티코 페메니노로 이적했다.

## 국가대표 경력
15세 시절이던 2007년 3월에 잉글랜드 여자 U-17 축구 국가대표팀에서 교체 선수로 기용되었으며 2008년부터 2012년까지 잉글랜드 여자 U-19, U-20, U-23 축구 국가대표팀 선수로 활동했다. 칠레에서 개최된 2008년 FIFA U-20 여자 월드컵, 독일에서 개최된 2010년 FIFA U-20 여자 월드컵에 참가했고 벨라루스에서 개최된 2009년 UEFA U-19 여자 축구 선수권 대회에서는 잉글랜드의 우승에 기여했다.
2012년 9월 19일에 열린 크로아티아와의 UEFA 여자 유로 2013 예선 경기에서 처음 출전하면서 잉글랜드 여자 축구 국가대표팀 선수로 데뷔했다. 스웨덴에서 개최된 UEFA 여자 유로 2013에서는 러시아와의 조별 예선 경기에서 1골을 기록했지만 잉글랜드는 조별 예선에서 1무 2패로 탈락했다. 2013년 9월 26일에 열린 터키와의 2015년 FIFA 여자 월드컵 유럽 지역 예선 경기에서 자신의 첫 국가대표팀 해트트릭을 기록했으며 2014년 4월 5일에 열린 몬테네그로와의 2015년 FIFA 여자 월드컵 유럽 지역 예선 경기에서도 해트트릭을 기록했다.
캐나다에서 개최된 2015년 FIFA 여자 월드컵에 참가한 잉글랜드 여자 축구 국가대표팀 명단에 이름을 올렸으며 프랑스와의 조별 예선 경기, 멕시코와의 조별 예선 경기, 콜롬비아와의 조별 예선 경기, 노르웨이와의 16강전 경기, 일본과의 준결승전 경기에 출전했다. 잉글랜드는 해당 대회에서 3위를 차지했는데 케임브리지 공작 윌리엄은 켄징턴궁에서 열린 영국 왕실의 환영 행사에서 토니 더건을 초대했다고 한다.
네덜란드에서 개최된 UEFA 여자 유로 2017에서는 스코틀랜드와의 조별 예선 경기에서 1골, 포르투갈과의 조별 예선 경기에서 1골을 기록했으며 잉글랜드는 해당 대회에서 4강을 기록했다. 프랑스에서 개최된 2019년 FIFA 여자 월드컵에서는 일본과의 조별 예선 경기, 카메룬과의 16강전 경기, 노르웨이와의 8강전 경기에 출전했고 잉글랜드는 해당 대회에서 4위를 차지했다.

## 사생활
토니 더건은 2010년에 잉글랜드 레스터셔주에 위치한 러프버러 칼리지를 졸업했다. 그 외에 축구에서 벌어지는 인종 차별에 반대하는 잉글랜드의 스포츠 단체인 킥 잇 아웃(Kick It Out), 잉글랜드의 자선 단체인 세이빙 라이브스(Saving Lives)의 홍보 대사로 활동했다. 2016년 5월에는 잉글랜드의 여자 축구 선수로는 최초로 트위터 계정 팔로워 100,000명을 돌파했다.

## 수상

### 클럽
에버턴
- FA 위민스 내셔널리그컵 1회 우승 (2007-08)
- FA 여자컵 1회 우승 (2009-10)

맨체스터 시티
- FA 여자 리그컵 2회 우승 (2014, 2016)
- FA 여자 슈퍼리그 1회 우승 (2016)
- FA 여자컵 1회 우승 (2016-17)

바르셀로나
- 코파 데 라 레이나 1회 우승 (2018)
- 코파 카탈루냐 페메니나 1회 우승 (2018)
- UEFA 여자 챔피언스리그 1회 준우승 (2018-19)

### 국가대표
- 2009년 UEFA U-19 여자 축구 선수권 대회 우승
- 2015년 FIFA 여자 월드컵 3위
- 2019년 시빌르브스컵 우승